# 法語方言
法語在法國和世界其他地區有多種變體（方言）。法國人一般使用以巴黎的法語為標準的"本土法語"（français de France），但法國南部人亦使用受奧克語影響的所謂的"南部法語"（français méridional）。歐洲的法語變體有比利時法語、瑞士法語和義大利瓦萊達奧斯塔地區的奧斯塔法語（Francophonie en Vallée d'Aoste）。在加拿大，法語與英語同為官方語言，法語方言主要有魁北克法語和阿卡迪亞法語。在黎巴嫩，法語直到1941年為止是官方語言之一，當地的法語方言為黎巴嫩法語。其他地區亦有法語的方言，詳見下述。本篇主要敘述法語的不同方言，而法國本土尚有多種其他語言存在，如奧依語、法蘭克-普羅旺斯語和奧克語。法語衍生的克里奧爾語也被認為是不同的語言。

## 非洲
北非的馬格里布諸國（毛里塔尼亞、阿爾及利亞、摩洛哥和突尼斯）是前法國殖民地，現時官方語言為阿拉伯語，但也廣泛使用法語。西非和印度洋等地區多個國家也以法語為官方語言。2006年，31個非洲國家的約1.15億人以法語為第一或第二語言，非洲也是法語使用者最多的大陸。 非洲不同國家使用的法語各有不同，共同點有r發為顫音及使用從當地語言借用的詞彙等。

## 加拿大

### 阿卡迪亞法語
阿卡迪亞法語主要使用於加拿大海洋省份，包括新不倫瑞克、新斯科舍和愛德華王子島三個省)，亦使用於美國緬因州北部的聖約翰河河谷地區、聖勞倫斯灣的馬格達倫群島以及聖勞倫斯河北岸屬於魁北克省的Havre Saint-Pierre鎮。法國本土人甚至加拿大其他地區（如魁北克）的法語使用者理解阿卡迪亞法語可能有一定困難。
主要特點包括保留著很多中古法語的發音方式，語法規則以及辭彙的使用。譬如，在前元音之前 /k/ 和 /tj/ 變為t͡ʃ/ 及 /g/ 和/dj/ 變為d͡ʒ/。而且，r總是讀為/r/，法國的/ʁ/算是陌生的。某些地方仍然保留著中古法語的三合元音/ə, a, o/。

#### 蝦格法語
蝦格法語是新不倫瑞克東南部蒙克頓等地使用的一種阿卡迪亞法語和英語的混合語。

### 紐芬蘭
紐芬蘭法語是曾經在法屬紐芬蘭殖民地使用的法語方言。

### 魁北克
魁北克法語是加拿大最重要和廣泛使用的法語變體，它雖然有完整的體系，但並沒有官方認定的標準，因為魁北克法語局（Office québécois de la langue française）認為人為的標準化魁北克法語會降低它與其他地區/國家法語的相通程度。
主要特點包括/i/、/y/、/u/ 在閉音節中分別與/ɪ/、/ʏ/、/ʊ/ 為相同音位 , 以及/i/, /y/之前/t/ 和 /d/分別顎化為[t͡s] 和[d͡z]。长元音在闭音节通常读双元音（例如：fête 读[faɛ̯t]）。

### 其他
其他方言有安大略和曼尼托巴等地的法語方言。

## 路易斯安那法语
路易斯安那主要有兩種法語方言：
1. 阿卡迪亞人後裔使用的卡真法語以及
2. 殖民地法語，阿卡迪亞人移入之前的法國殖民者使用的法語，已近消亡。

當地還使用路易斯安那克里奧爾法語，一種法語衍生的克里奧爾語，嚴格的說並不屬於法語。

## 加勒比地區

### 海地
海地法語是法語的一種變體，主要使用於海地。海地法語和法國本土使用的法語相近，兩邊的使用者可以完全相互溝通，其差異主要在於海地法語的語調受到海地克里奧爾語的影響。

## 亞洲

### 柬埔寨
柬埔寨法語在法國殖民柬埔寨時期（始於1863年）形成，受到一定的高棉語及當地使用的漢語方言（潮州話、廣東話等）影響，主要由法國殖民者與當地人通婚留下的後裔使用。現在使用者已經多為老人，年輕一代傾向於學習英語。

### 老撾
老撾法語形成於法國殖民印度支那期間，老撾獨立及共產黨執政之後，法語使用者持續減少。

### 越南
越南法語形成於法國殖民印度支那期間，越南獨立及共產黨執政之後，法語使用者持續減少。

### 印度
印度法語是在前法屬印度地區（本地治里市(Puducherry)、卡來卡（Karaikal）、雅南（Yanam）、馬埃（Mahé）和金德訥格爾（Chandannagar））使用的法語方言，受泰米爾語、泰盧固語和馬拉雅拉姆語等語言影響。

## 歐洲

### 奧斯塔法語
奧斯塔法語 (法語：français valdôtain) 是義大利北部瓦萊達奧斯塔地區使用的法語方言，該地有相當人口使用義大利語、法語及當地的本土語（Val d'Aosta），一種法蘭克-普羅旺斯語。

### 比利時
比利時法語 (法語: français de Belgique) 比利時法語區使用的法語方言。該地區還使用瓦隆語（Walon)、皮卡第語(Picard)、香槟語(Champenois)和洛林語(Lorrain)等語言。比利時法語與法國北部的法語幾乎相同。 
主要特點有區分長短元音，缺乏無擦通音/ɥ/及部分比利時特有的辭彙。

### 澤西法律法語
澤西法律法語是澤西島行政用的法語。主要特點有一些古代辭彙的使用以及以septante和nonante表示七十和九十。

### 瑞士
瑞士法語 (法語：français de Suisse, Suisse romand)是瑞士法語區（亦稱羅曼底，Romandy）使用的法語方言，與巴黎的法語非常接近，僅有部分辭彙不同。用於聯邦政府文件的帶有德語風味的法語稱為聯邦法語（fr:Français fédéral）。

### 南部
南部法語(法語: français méridional) 是奧西塔尼亞地區使用的法語，該地區主要範圍為法國南部，意大利的阿爾卑斯山山谷，以及西班牙的Val d'Aran。南部法語受到奧克語的強烈影響。

### 其他
其他在法國使用的法語方言有阿爾薩斯方言、里昂方言、薩爾特方言、薩瓦方言、聖艾蒂安方言、科西嘉方言等。

## 大洋洲的法語
新喀里多尼亞法語是使用於美拉尼西亞的新喀里多尼亞的法語方言，受大溪地語、爪哇語、越南語、英語等影響。

## 外部連結
- 羅曼語族linguasphere
- （法文） L'Aménagement Linguistique dans le Monde - Val d'Aoste, 奧斯塔河谷地區語言使用情況 （页面存档备份，存于）
- 法語在印度 （页面存档备份，存于）